# Magic Bus: The Who on Tour
Magic Bus: The Who on Tour is een verzamelalbum van de Britse rockband The Who uit 1968.
In Groot-Brittannië had Track Records het album op 12 oktober 1968 "exclusief voor het Verenigd Koninkrijk" uitgebracht onder de naam Direct Hits, met weinig succes. Het werd op 30 november 1968 in de Verenigde Staten uitgebracht door Decca Records onder de titel Magic Bus: The Who on Tour, in navolging van het succes van de gelijknamige single. Ondanks lichte verwarring door de titel, die de indruk wekt dat het album alleen live-tracks zou bevatten, kwam het in de Verenigde Staten op nummer 39 in de Billboard Album Top 200 te staan. Voor veel Amerikanen was dit album dan ook de eerste kennismaking met The Who.

## Track listing
1. Disguises (Townshend) – 3:14
2. Run, Run, Run (Townshend) – 2:44
3. Dr. Jekyll and Mr. Hyde (Entwistle) – 2:27
4. I Can't Reach You (Townshend) – 3:05
5. Our Love Was, Is (Townshend) – 3:09
6. Call Me Lightning (Townshend) – 2:25
7. Magic Bus (Townshend) – 3:21
8. Someone's Coming (Entwistle) – 2:33
9. Doctor, Doctor (Entwistle) – 3:02
10. Bucket T (Altfield, Christian, Torrence) – 2:11
11. Pictures of Lily (Townshend) – 2:43